# Phyllopodopsyllus hermani
Phyllopodopsyllus hermani är en kräftdjursart som beskrevs av Coull 1969. Phyllopodopsyllus hermani ingår i släktet Phyllopodopsyllus och familjen Tetragonicipitidae. Inga underarter finns listade i Catalogue of Life.